# Делегатський провулок (Київ)
Делега́тський прову́лок — провулок у Шевченківському районі міста Києва, місцевість Татарка. Пролягає від Овруцької вулиці до кінця забудови.

## Історія
Провулок виник наприкінці XIX століття і мав назву Фе́дорівський (від Федорівської церкви, що містилася поблизу. Знищена у 1930-х роках). Сучасна назва — з 1955 року.

## Забудова
Забудова провулку досить неоднорідна. Будинок № 2/18 — типова «готелька» серії 1-380. Будинки № 4-6 (1906, еклектичний стиль, занедбаний) та 12 (особняк початку XX століття, цегляний стиль) являють собою цінні зразки типової житлової забудови Татарки та Лук'янівки кінця XIX — початку XX століття. Будинки № 3 та 3/5 — цегляні «хрущовки» 1960-х років.

## Пам'ятки природи
Поблизу будинку № 3/5 зростає дерево «Дуб-Хитрун», його вік — близько 600 років, обсяг — 5,75 м, висота  — 25 м. Поблизу будинку № 12 ростуть два дуби віком близько 300 років, їх обсяг — 3,8 і 4 м, висота — 20 м. Також є залишки парку — інші вікові дуби і липи.

## Зображення

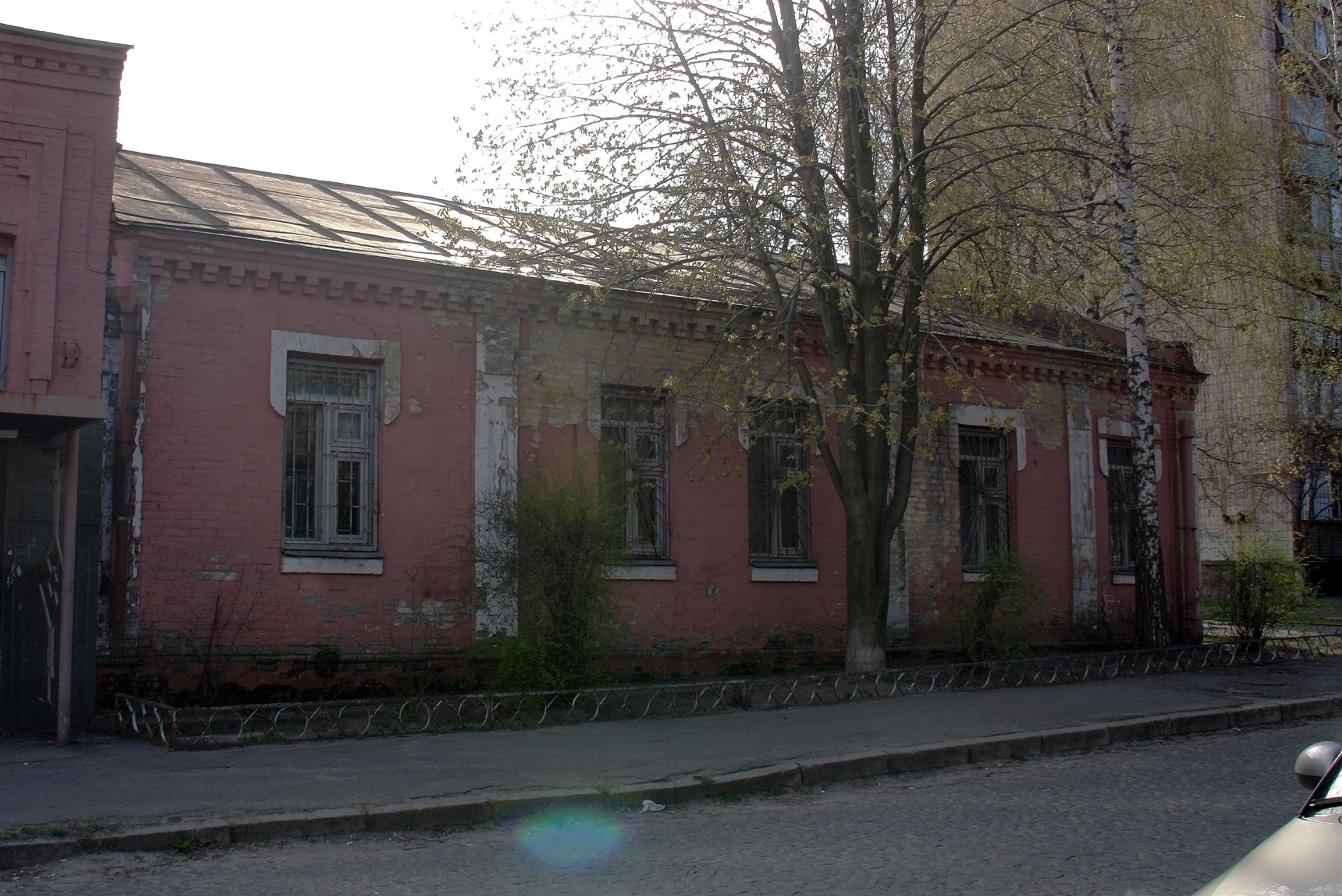
Будинок № 4
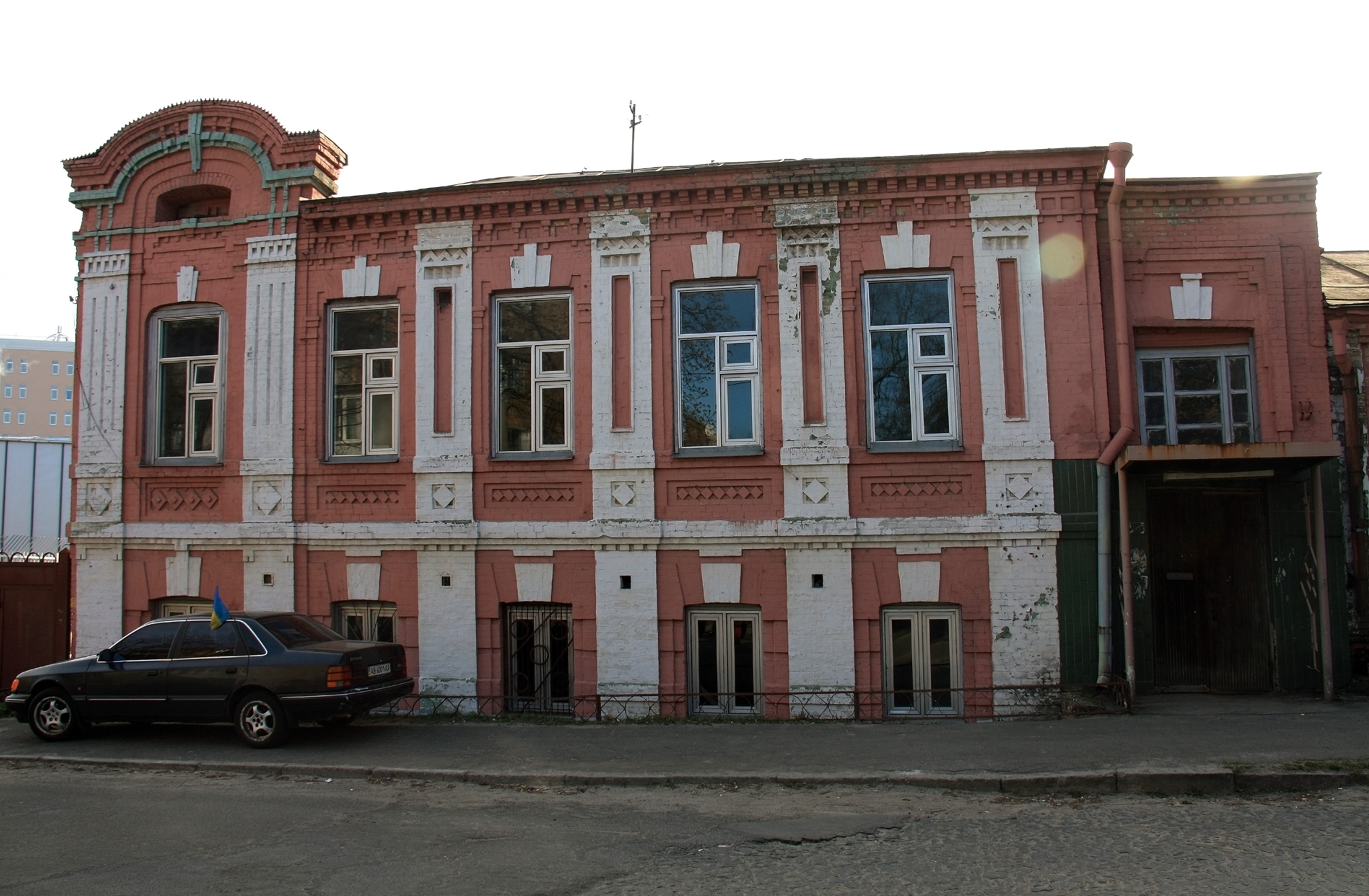
Будинок № 6
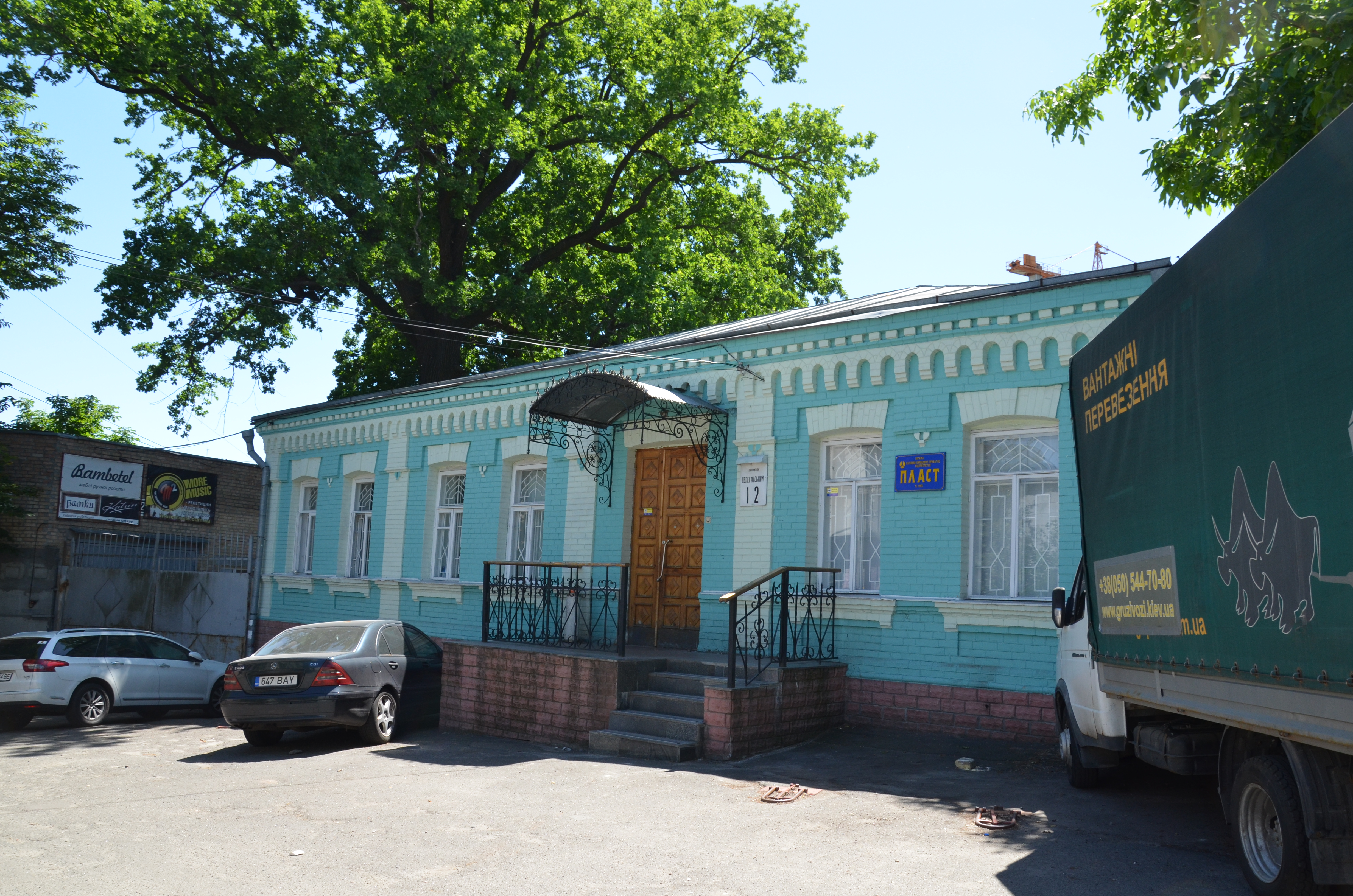
Житловий будинок, Київ, провулок Делегатський, 12
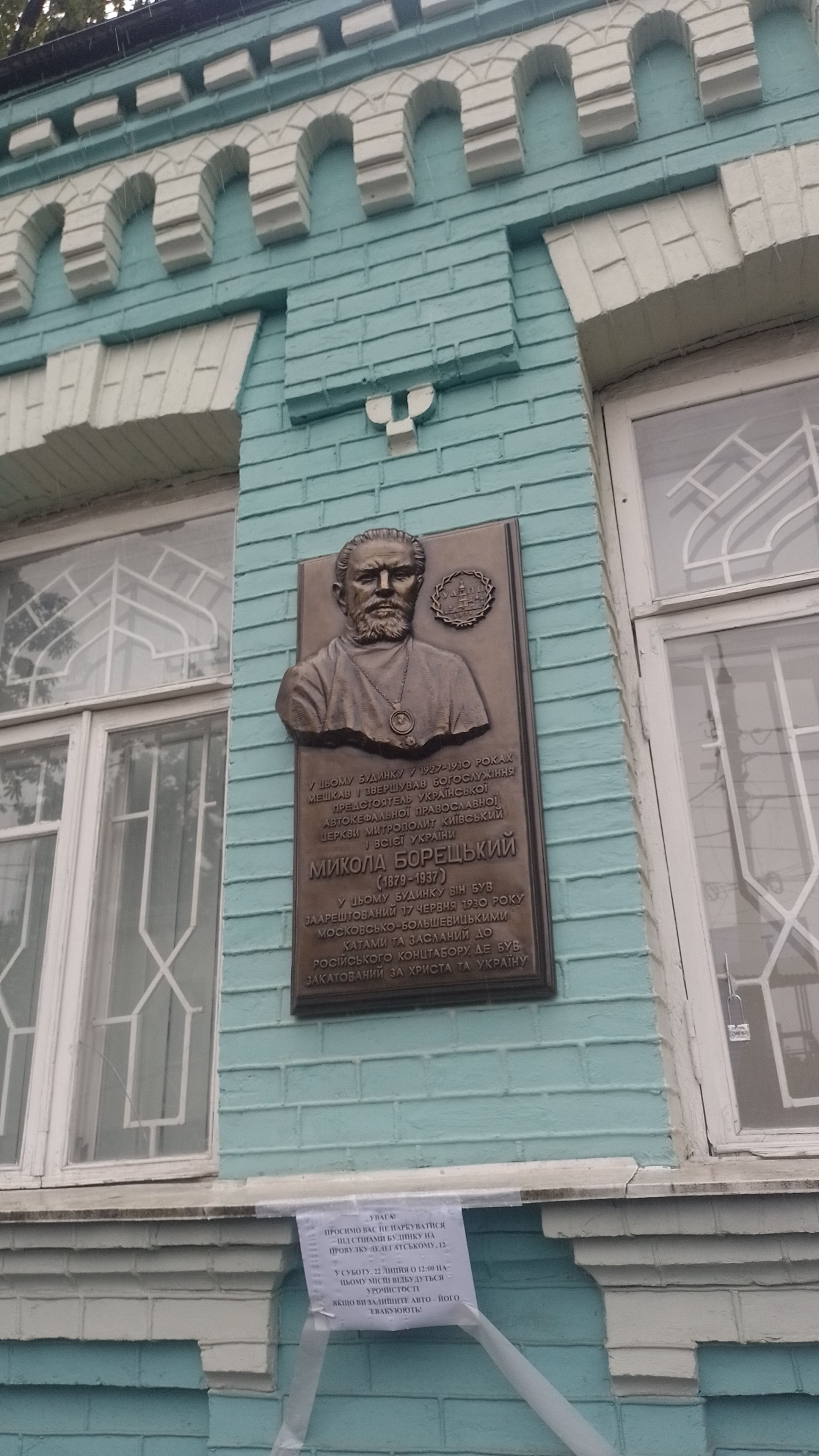
Меморіальний барельєф на честь Предстоятеля Української Автокефальної Православної Церкви митрополита Київського і всієї України Миколи Борецького, провулок Делегатський, 12
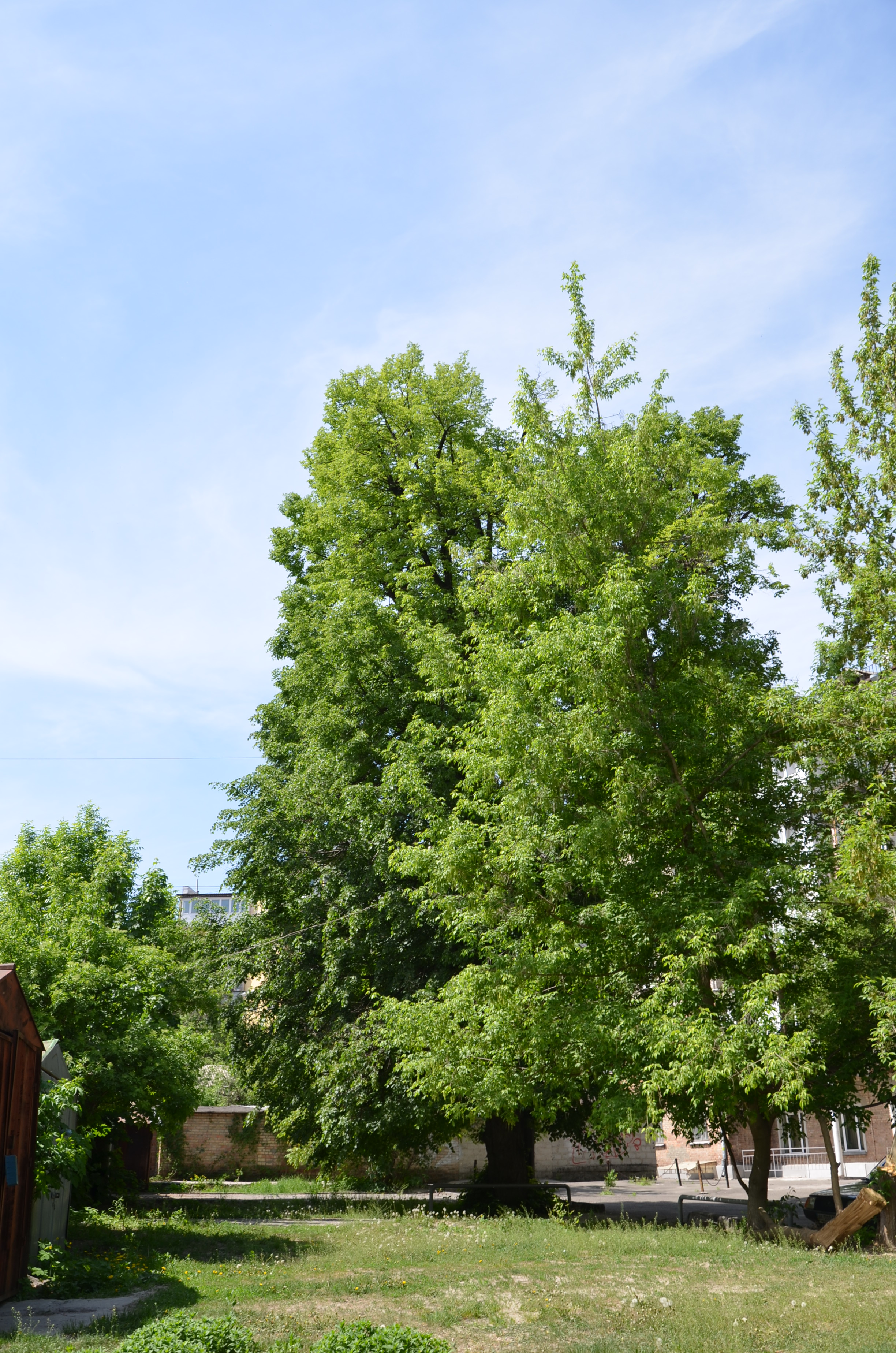
Вікові дуби і липи пров. Делегатський
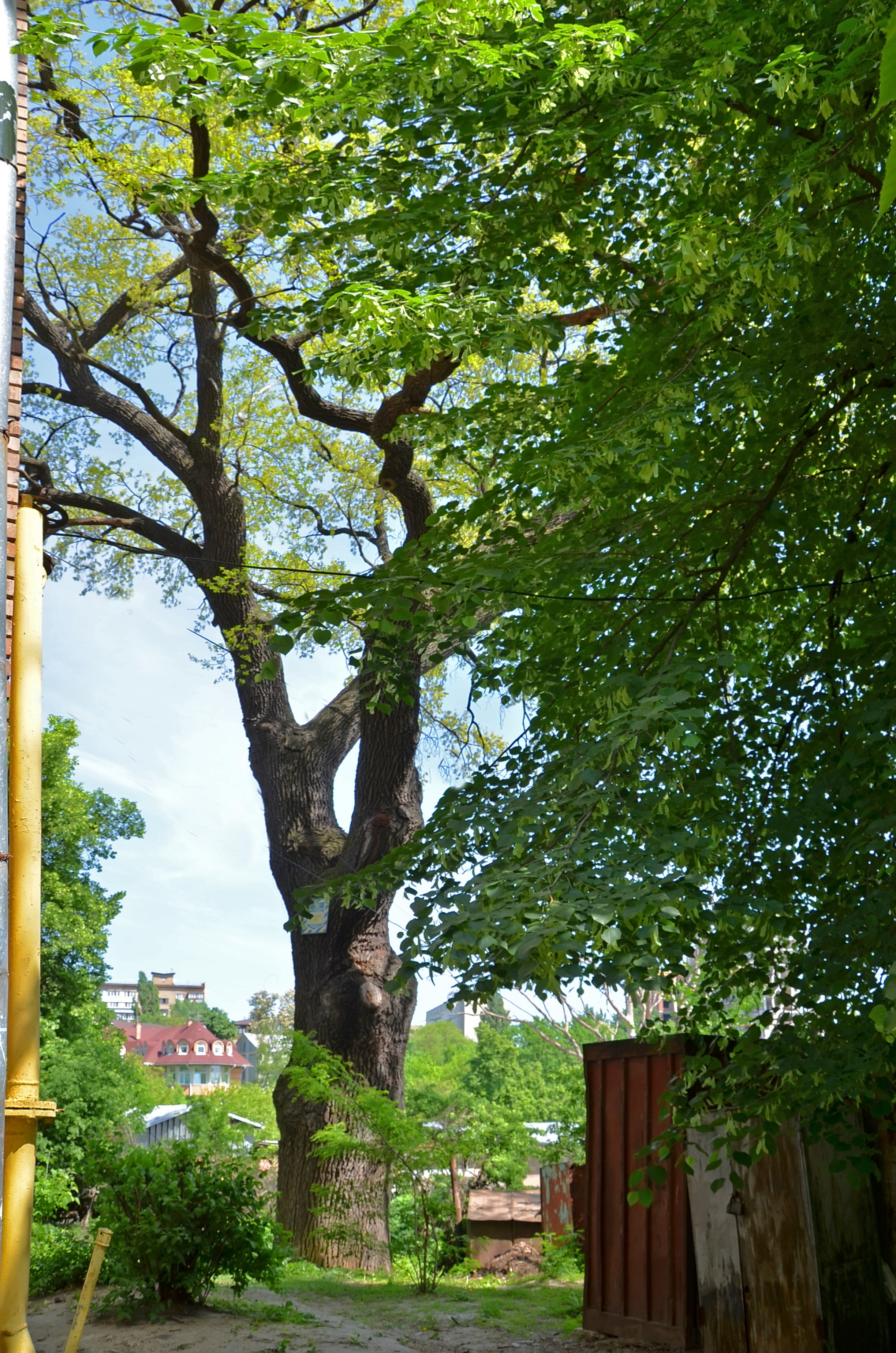
Дуб-хитрун
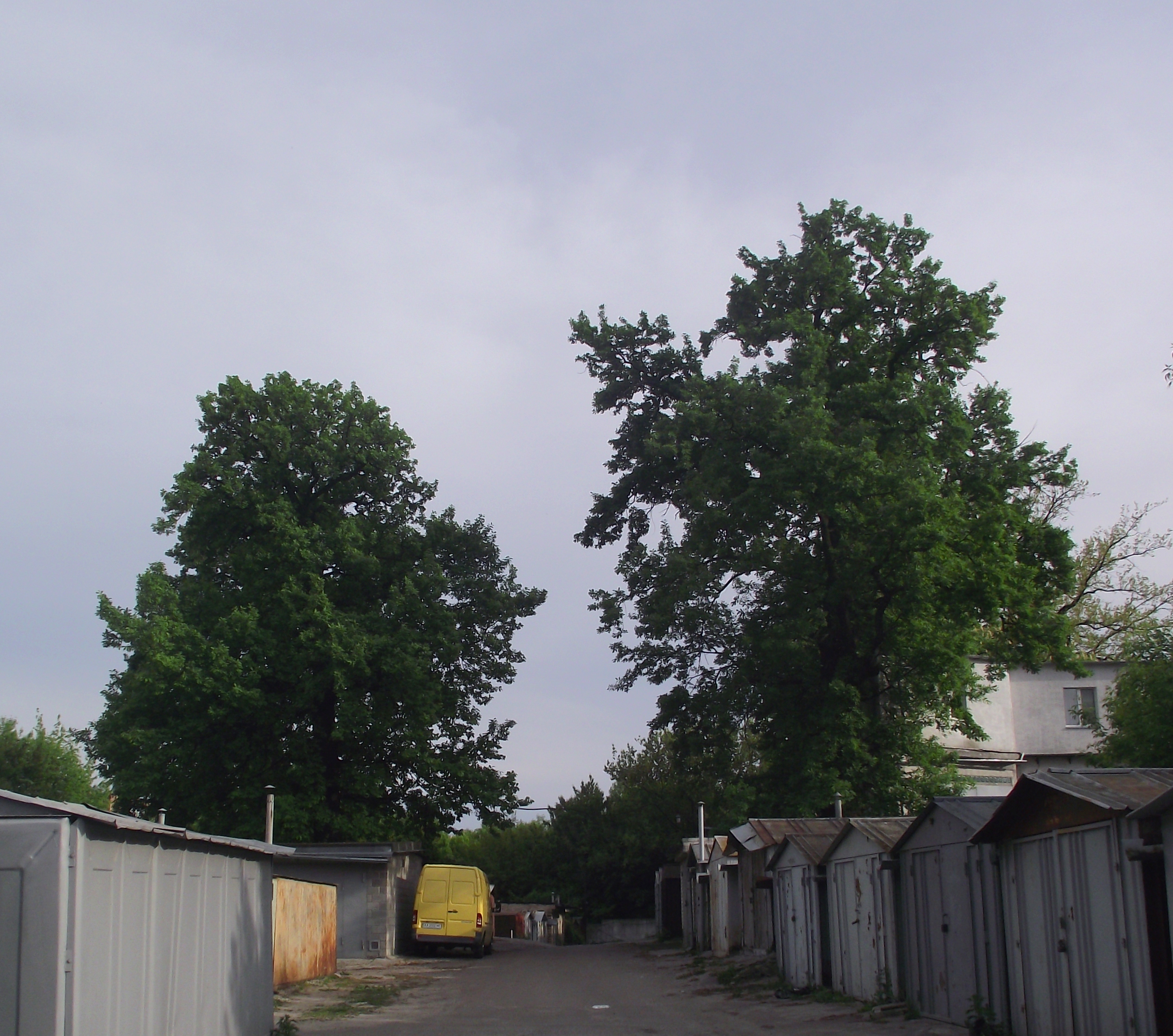
Залишки парку в Делегатському провулку
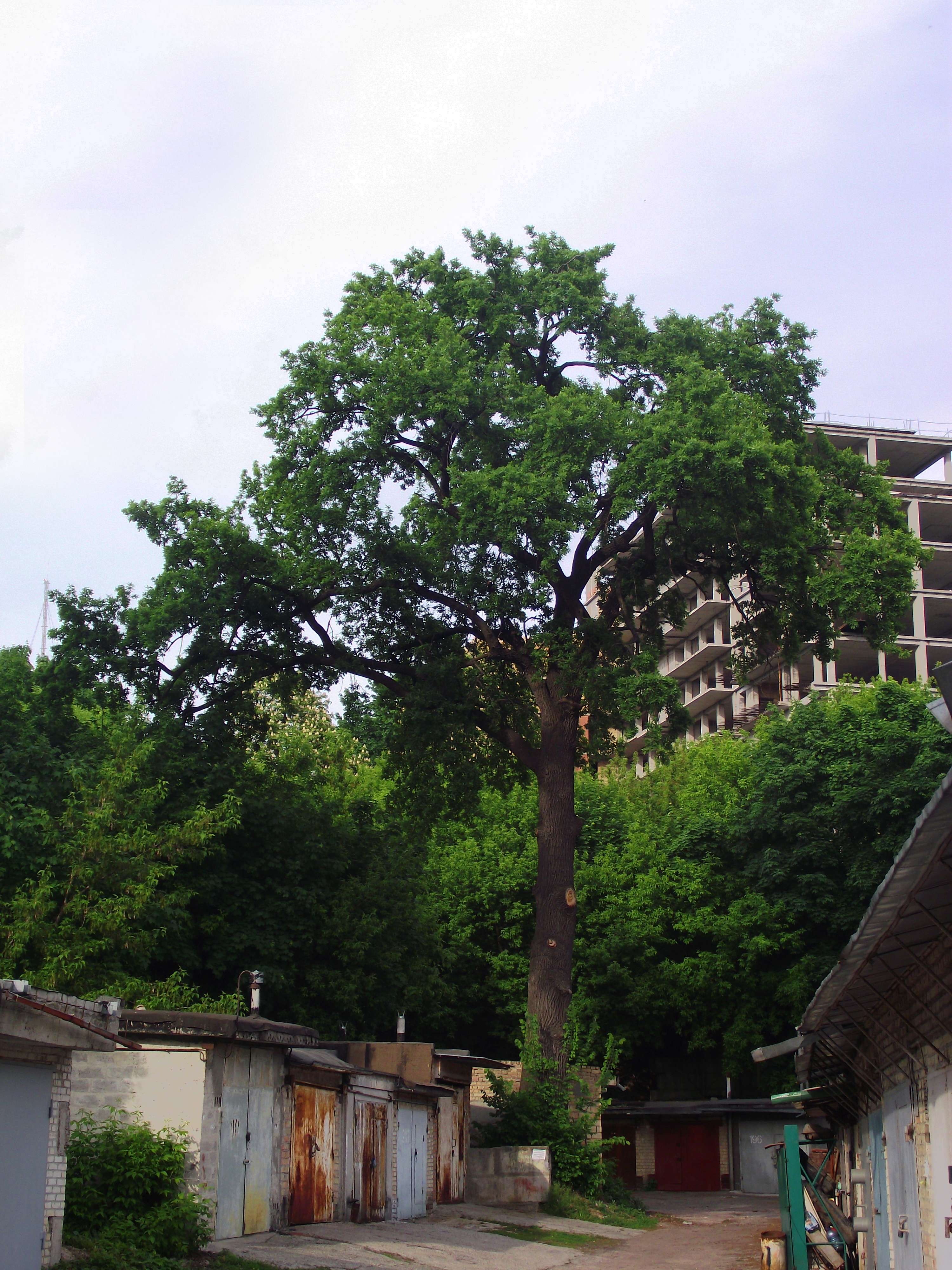
Залишки парку в Делегатському провулку

## Установи та заклади
- Середня загальноосвітня школа №1 (буд. № 1/28)